# Páscoa veronesa
A Páscoa Veronese (italiano: Pasque Veronesi, ou singular Pasqua Veronese; francês: Pâques véronaises) foi uma rebelião durante a campanha italiana de 1797, na qual os habitantes de Verona e arredores se revoltaram contra as forças de ocupação francesas comandadas por Antoine Balland, enquanto Napoleão Bonaparte (o comandante supremo francês na campanha italiana) lutava na Áustria. A revolta recebeu seu nome por associação com a revolta anti-francesa das Vésperas sicilianas do século XIII. Incitada pelo comportamento opressivo dos franceses (confiscar os bens dos cidadãos de Verona e conspirar para derrubar o governo local da cidade), começou na manhã de 17 de abril de 1797, segundo dia da Páscoa: a população enfurecida conseguiu derrotar mais de mil soldados franceses na primeira hora de combate, obrigando-os a se refugiar nas fortificações da cidade, que a turba então capturou à força. A revolta terminou em 25 de abril de 1797 com o cerco e captura da cidade por 15 000 soldados, que a obrigaram a pagar uma multa enorme e entregar vários bens, incluindo obras de arte.